# Аннабель Шолі
Аннабель Шолі (англ. Annabel Scholey, нар. 10 січня 1984, Вейкфілд, Західний Йоркшир, Велика Британія) — англійська акторка, найбільш відома ролями Лорен Дрейк у драмі ВВС «Бути людиною» (2009) та «Медді» в повнометражному музичному фільмі «Прогулянка на сонці» (2014).

## Ранні роки та кар'єра
Народилася у Вейкфілді, Західний Йоркшир. Навчалася в Оксфордській школі драми, яку закінчила в 2005 році.
Шолі багато працює в театрі. В 2013 році вона з'явилася у п'єсі «Пристрасть» Пітера Ніколса (у театрі герцога Йоркського), зігравши роль молодої жінки на ім'я Кейт.
Аннабель також працювала в Королівському національному театрі, де брала участь у літній постановці «Антігони», зігравши Ісмену.
У червні 2011 року Шолі зіграла леді Енн в адаптації Сема Мендеса «Річард III» з Кевіном Спейсі в головній ролі. Постановка отримала схвальні відгуки.
У 2010 році акторка зіграла Гермію у «Сон літньої ночі» у театрі The Rose Theatre Kingston, а пізніше з'явилася у ролі Джулії у «Суперниках» разом із Пенелопою Кейт і Пітером Боулзом.
Шолі зіграла головну роль Мішель «Мідж» Лернер у комедійній драмі BBC Three «Особисті справи» разом із Лаурою Ейкман, Рут Негга та Меймі Маккой.
В 2006 році зіграла Діану Ріверс у телевізійній адаптації Джейн Ейр BBC. Вона також з'являлася в епізодах серіалів «Лікарі», «Джордж Джентлі», «Іст-Ендерс», «Голбі Сіті» та «Пуаро».
Шоулі посіла друге місце на конкурсі BBC Carleton Hobbs Radio Competition 2005. У 2011 році вона озвучила Джинні Візлі у версії відеогри «Гаррі Поттер і Дари смерті — Частина 2».

## Особисте життя
У 2017 році Аннабель вийшла заміж за північноірландського актора та письменника Кіарана Макменаміна.

## Фільмографія
| Рік     | Назва                                 | Роль                 | Режисер                                | Примітки                                               |
| ------- | ------------------------------------- | -------------------- | -------------------------------------- | ------------------------------------------------------ |
| 2005    | Пуаро Агати Крісті: After the Funeral | Міс Сорелл           | Maurice Phillips                       | телефільм                                              |
| 2006    | Холбі Сіті                            | Наомі Верайті        | Ian Jackson                            | серіал (серія Judge Not, Lest Ye Be Judged)            |
| 2006    | Лікарі                                | Ліза Армстронг       |                                        | серіал (серія Home Truths)                             |
| 2006    | Джейн Ейр                             | Діана Ріверс         | Сюзанна Вайт                           | серіал (серія 1.4)                                     |
| 2007    | EastEnders                            | Медді                | Edward Bazalgette                      | мильна опера (2 серії)                                 |
| 2009    | Бути людиною                          | Лорен Дрейк          | Тобі Хейнс and Colin Teague            | серіал (серії 1.1–1.5)                                 |
| 2009    | Особисті справи                       | Мішель Лернен        | Ashley Way, Jenny Ash, and James Henry | серіал                                                 |
| 2011    | Одна помилка                          | Деніс                | Nicole Volavka                         | короткометражний фільм (Electric Ballroom productions) |
| 2012    | Генеалогічне дерево                   | Люсі Файзер          | Christopher Guest                      | серіал (NBC/HBO/BBC)                                   |
| 2012    | Very Few Fish                         | Клер                 | Алекс Вінклер                          | пілот (BBC)                                            |
| 2014    | Прогулянка на сонці                   | Медді                | Max Giwa and Diana Pasquini            | фільм                                                  |
| 2015    | Інспектор Джордж Джентлі              | Джемма Нунн          | Ciaran Donnelly                        | серіал                                                 |
| 2016–18 | Медічі                                | Контессіна ді Медічі | Sergio Mimica-Gezzan                   | серіал (RAI Production)                                |
| 2017    | Final Fantasy XIV: Stormblood         | Fordola rem Lupis    |                                        | відео гра                                              |
| 2018    | Британія                              | Amena                |                                        | серіал                                                 |
| 2018–22 | Розкол                                | Nina Defoe           | Jessica Hobbs                          | серіал                                                 |
| 2019    | Final Fantasy XIV: Shadowbringers     | Fordola rem Lupis    |                                        | відео гра                                              |
| 2020    | Отруєння в Солсбері                   | Sarah Bailey         |                                        | серіал                                                 |
| 2021    | Доктор Хто: Flux                      | Клер Браун           |                                        | серіал, 3 серії                                        |
| 2023    | Шоста заповідь                        | Анна-Марія           | Saul Dibb                              | серіал                                                 |
| 2023    | Chuck Chuck Baby                      | Джоанна              |                                        | фільм                                                  |
| 2024-   | Суперники                             | Бітті Джонсон        |                                        | серіал, 2 серії                                        |